# Danza de la Virgen de la Tórtola
La danza de la Virgen de la Tórtola es una de las llamadas danzas rituales onubenses, desarrollada en la localidad de Hinojales, en la provincia de Huelva, España.
Se trata de una danza ritual en honor a Nuestra Señora de la Tórtola, patrona de Hinojales, realizada dentro de los actos principales del proceso festivo: día de recogida de la Virgen (30 de abril), día de la Virgen con función religiosa en la iglesia y procesión urbana (1 de mayo) y día de traslado a la ermita (último sábado de mayo).
La danza, ejecutada por dos grupos de danzantes de número impar, nueve en el grupo de mayores y siete en el grupo de niños, se interpreta con palillos, destacando dentro de los grupos el papel del guion. Entre las mudanzas y figuras sobresalen «el caracol» (chico o grande), la «larga» y la «cruz».
Los símbolos que identifican a la danza son la Virgen de la Tórtola y la indumentaria de los danzantes.
El ámbito en el que se desarrolla la actividad incluye la ermita de Nuestra Señora de la Virgen de la Tórtola, la iglesia de Nuestra Señora de la Consolación y las calles por donde transcurre la procesión. 